# Галак, Ярослав
Я́рослав Га́лак (словац. Jaroslav Halák; 13 мая 1985, Братислава) — профессиональный словацкий хоккеист, вратарь клуба «Слован» из Братиславы.

## Биография
Ярослав Галак начал профессиональную карьеру в клубе словацкой экстралиги «Слован» (Братислава) в возрасте 17 лет. Летом 2003 года он был задрафтован «Монреаль Канадиенс». Первые четыре года за океаном Галак провел в фарм-клубах «Монреаля», сначала из-за локаута, а затем из-за сильной конкуренции — основными вратарями «Канадцев» были Кристобаль Юэ и Давид Эбишер. В составе «Гамильтон Булдогс» (фарм-клуб «Монреаля» в АХЛ) Галак обновил несколько клубных рекордов: по числу матчей на ноль и проценту отраженных бросков.
В НХЛ Галак дебютировал 15 февраля 2007 года, когда из-за травмы Юэ «Канадиенс» срочно понадобился голкипер. Вскоре, 20 марта, Ярослав отметился первым шатаутом  — «Монреаль» выиграл у «Бостон Брюинз» со счетом 1:0, а Галак отразил все 30 бросков. Игра вратаря привлекла внимание тренерского штаба сборной Словакии: Юлиус Шуплер вызвал его на чемпионат мира в Москве, где молодой вратарь провёл 2 матча.
Перед началом сезона 2007/08 Галак был отправлен обратно в «Булдогс», однако с уходом Юэ окончательно вернулся в основной состав «Монреаля». Вначале Ярослав примерно поровну делил игровое время с одноклубником Кэри Прайсом, но к концу сезона 2009/10 словак вытеснил своего конкурента из стартового состава «Канадцев». В плей-офф ворота «Монреаля» защищал именно Галак. В шестой игре серии 1/8 финала между «Канадиенс» и «Вашингтон Кэпиталз», которая закончилась победой команды из Квебека (4:1), Галак отразил 53 броска и установил клубный рекорд по количеству сэйвов в одном матче, принадлежавший ранее легендарному Кену Драйдену.
17 июня 2010 года в результате обмена Галак перешёл в «Сент-Луис Блюз» и подписал 4-летний контракт на $ 15 млн. В «Монреаль» перешли Ларс Эллер и Йэн Шульц.
В регулярном чемпионате 2011/2012 Галак сыграл 46 матчей, пропуская в среднем 1,97 гола за игру (лучший показатель в его НХЛ-овской карьере). Это позволило словацкому вратарю выиграть «Уильям Дженнингс Трофи», разделив приз с одноклубником Брайаном Эллиоттом.
28 февраля 2014 года «Сент-Луис» отправил Галака, Крис Стюарта, Уильяма Каррье и выборы в первом раунде драфта НХЛ 2015 и в третьем раунде драфта 2014 в «Баффало Сэйбрз» на Райана Миллера и Стива Отта.
Галак не выступал за «Сэйбрз» — 5 марта 2014 года «Баффало» обменял Галака и выбор в третьем раунде драфта 2015 года в «Вашингтон Кэпиталз» на Михала Нойвирта и Ростислава Клеслу. Из-за его истекающего контракта 1 мая 2014 года «Вашингтон» обменял права на Галака в «Нью-Йорк Айлендерс» на выбор в четвёртом раунде Драфта НХЛ 2014. 22 мая 2014 года Галак подписал 4-летний контракт с «Айлендерс» на $ 18 млн.
30 декабря 2016 года «Айлендерс» выставили Ярослава Галака на драфт отказов, а затем отправили в выступать в АХЛ за фарм-клуб — «Бриджпорт Саунд Тайгерс». В конце марта вратаря вернули в основной состав.
В сезоне 2017/18 Галак выиграл конкуренцию за место первого голкипера у Томаса Грайсса, однако установил личные антирекорды по поражениям, пропущенным шайбам и среднему количеству пропущенных шайб.
Был основным голкипером сборной Европы на Кубке мира 2016 и довёл свою команду до финала, в котором Европа уступила в 2 матчах Канаде.
После окончания контракта с «Айлендерс» 1 июля 2018 года был подписан командой Бостон Брюинз в качестве свободного агента на два года с окладом $2.75 млн. за сезон.

### Международная карьера
В феврале 2010 года Ярослав Галак принял участие в Олимпийских играх в качестве основного вратаря сборной Словакии. Он провёл все игры без замен и помог своей сборной добиться лучшего результата за всю историю выступлений на Олимпиадах — занять четвёртое место. Выступал и на Олимпийских играх в Сочи, на которых словаки заняли предпоследнее место, но в 2 сыгранных матчах показал ужасную статистику — 85,7% отраженных бросков и 5.11 в среднем пропущенных шайб.
Также Галак участвовал в трёх чемпионатах мира: 2007, 2009, 2011 – но ни одном из этих турниров сборная Словакии не доходила дальше четвертьфинала.

## Достижения
- Обладатель «Уильям М. Дженнингс Трофи» (2): 2012, 2020

## Статистика

### Клубная
| 2003–04     | Слован                  | Slovak      | 12  |     |     |    | 651    | 18   |    | 1.66 | .942 | —  | —  | —  | —    | —  | — | —    | —     |
| 2004–05     | Льюистон Мэйниакс       | QMJHL       | 47  | 24  | 17  | 4  | 2697   | 125  | 4  | 2.78 | .913 | 8  | 4  | 4  | 460  | 27 | 0 | 3.52 | .908  |
| 2005–06     | Лонг Бич Айсдогз        | ECHL        | 20  | 11  | 4   | 2  | 1026   | 35   | 2  | 2.05 | .932 | 4  | 2  | 2  | 252  | 13 | 0 | 3.10 | .910  |
| 2005–06     | Гамильтон Булдогс       | АХЛ         | 13  | 7   | 6   | 0  | 786    | 30   | 3  | 2.29 | .927 | —  | —  | —  | —    | —  | — | —    | —     |
| 2006–07     | Гамильтон Булдогс       | АХЛ         | 28  | 16  | 11  | 0  | 1618   | 54   | 6  | 2.00 | .932 | —  | —  | —  | —    | —  | — | —    | —     |
| 2006–07     | Монреаль Канадиенс      | НХЛ         | 16  | 10  | 6   | 0  | 913    | 44   | 2  | 2.89 | .906 | —  | —  | —  | —    | —  | — | —    | —     |
| 2007–08     | Гамильтон Булдогс       | АХЛ         | 28  | 15  | 10  | 2  |        | 57   | 2  | 2.10 | .929 | —  | —  | —  | —    | —  | — | —    | —     |
| 2007–08     | Монреаль Канадиенс      | НХЛ         | 6   | 2   | 1   | 1  | 285    | 10   | 1  | 2.11 | .934 | 2  | 0  | 1  | 78   | 3  | 0 | 2.33 | .889  |
| 2008–09     | Монреаль Канадиенс      | НХЛ         | 34  | 18  | 14  | 1  | 1931   | 92   | 1  | 2.86 | .915 | 1  | 0  | 0  | 20   | 0  | 0 | 0    | 1.000 |
| 2009–10     | Монреаль Канадиенс      | НХЛ         | 45  | 26  | 13  | 5  | 2630   | 105  | 5  | 2.40 | .924 | 18 | 9  | 9  | 1014 | 43 | 0 | 2.55 | .923  |
| 2010–11     | Сент-Луис Блюз          | НХЛ         | 57  | 27  | 21  | 7  | 3295   | 136  | 7  | 2.48 | .910 | —  | —  | —  | —    | —  | — | —    | —     |
| 2011–12     | Сент-Луис Блюз          | НХЛ         | 46  | 26  | 12  | 7  | 2747   | 90   | 6  | 1.97 | .926 | 2  | 1  | 1  | 105  | 3  | 0 | 1.72 | .935  |
| 2012–13     | Сент-Луис Блюз          | НХЛ         | 16  | 6   | 5   | 1  | 813    | 29   | 3  | 2.14 | .899 | —  | —  | —  | —    | —  | — | —    | —     |
| 2013–14     | Сент-Луис Блюз          | НХЛ         | 40  | 24  | 9   | 4  | 2239   | 83   | 4  | 2.23 | .917 | —  | —  | —  | —    | —  | — | —    | —     |
| 2013–14     | Вашингтон Кэпиталз      | НХЛ         | 12  | 5   | 4   | 3  | 701    | 27   | 1  | 2.31 | .930 | —  | —  | —  | —    | —  | — | —    | —     |
| 2014–15     | Нью-Йорк Айлендерс      | НХЛ         | 59  | 38  | 17  | 4  | 3550   | 144  | 6  | 2.43 | .914 | 7  | 3  | 4  | 418  | 16 | 0 | 2.30 | .926  |
| 2015–16     | Нью-Йорк Айлендерс      | НХЛ         | 36  | 18  | 13  | 4  | 2092   | 80   | 3  | 2.30 | .919 | —  | —  | —  | —    | —  | — | —    | —     |
| 2016–17     | Нью-Йорк Айлендерс      | НХЛ         | 28  | 12  | 9   | 5  | 1606   | 75   | 2  | 2.80 | .915 | —  | —  | —  | —    | —  | — | —    | —     |
| 2016–17     | Бриджпорт Саунд Тайгерс | АХЛ         | 27  |     |     |    |        |      |    | 2.15 | .925 | —  | —  | —  | —    | —  | — | —    | —     |
| 2017–18     | Нью-Йорк Айлендерс      | НХЛ         | 54  | 20  | 26  | 6  | 3025   | 161  | 1  | 3.19 | .908 | —  | —  | —  | —    | —  | — | —    | —     |
| Всего в НХЛ | Всего в НХЛ             | Всего в НХЛ | 449 | 232 | 150 | 48 | 25 821 | 1076 | 42 | 2.50 | .916 | 30 | 13 | 15 | 1633 | 65 | 0 | 2.39 | .924  |